# كين غلاس
كين غلاس هو متسابق يخت كندي، ولد في 24 يوليو 1913 في تورونتو في كندا، وتوفي في 17 يناير 1961 في فانكوفر في كندا.

## وصلات خارجية
- كين غلاس على موقع أوليمبيديا (الإنجليزية)